# Стойчо Аянов
Стойчо Манолов Аянов е български духовник и революционер.

## Биография
Аянов е роден в лозенградкото село Дерекьой във видното революционно семейство Аяновци. Учител е в родното си село, а на 22 ноември 1874 година е ръкоположен за свещеник от владиката Доротей Скопски в „Свети Стефан“ в Цариград. Работи като пръв поп в дерекьойската църква „Света Троица“. Близък сътрудник на Петко Славейков и Антим I. След 1876 година е преследван от властите, подтиквани от владиката Дионисий Одрински. В 1891 година отново е свещеник в Дерекьой и в 1894 година отново бяга в България - в Анхиало. Завръща се в Османската империя и продължава с революционната си дейност - в Дерекьой, Лозенград, Малко Търново. Назначен е за архиерейски наместник в Малко Търново и Мустафа паша. В 1898 година е заподозрян при аферата с убийството на Иван Варсамов и бяга подпомогнат от Павел Генадиев. В 1902 година е архиерейски наместник в Малко Търново и заедно с Георги Кондолов и Стоян Камилски заклева всички видни българи в града. След въстанието бяга в България и служи в Ямбол. След амнистията в 1904 година се връща в Малко Търново през септември. В 1910 година става архиерейски наместник в Анхиало. Син на Стойчо Аянов е революционерът Георги Попаянов.